# 1912-es magyar teniszbajnokság
Az 1912-es magyar teniszbajnokság a tizenkilencedik magyar bajnokság volt. A bajnokságot június 15. és 18. között rendezték meg Budapesten, a MAC margitszigeti pályáján.

## Eredmények
| Versenyszám  | Arany                               | Arany | Ezüst                            | Ezüst | Bronz             | Bronz |
| ------------ | ----------------------------------- | ----- | -------------------------------- | ----- | ----------------- | ----- |
| Férfi egyéni | Kehrling Béla MAC                   |       | Zsigmondy Jenő BLTC              |       | Kelemen Aurél MAC |       |
| Női egyéni   | Cséry Sarolta BLTC                  |       | Bíró Leóné BLTC                  |       |                   |       |
| Férfi páros  | Segner Pál, Zsigmondy Jenő BLTC     |       | Kehrling Béla, Kelemen Aurél MAC |       |                   |       |
| Női páros    | Cséry Sarolta, Mészáros Eszter BLTC |       | Balás Blanka, Cséry Ida BLTC     |       |                   |       |
| Vegyes páros | Zsigmondy Jenő, Cséry Sarolta BLTC  |       | Segner Pál, Mészáros Eszter BLTC |       |                   |       |